# Liniewo (gmina)
Liniewo est une gmina rurale du powiat de Kościerzyna, Poméranie, dans le nord de la Pologne. Son siège est le village de Liniewo, qui se situe environ 17 km à l'est de Kościerzyna et 42 km au sud-ouest de la capitale régionale Gdańsk.
La gmina couvre une superficie de 110,07 km2 pour une population de 4 561 habitants.

## Géographie
La gmina inclut les villages de Brzęczek, Bukowe Pole, Chrósty Wysińskie, Chrztowo, Deka, Garczyn, Głodowo, Iłownica, Liniewo, Liniewskie Góry, Lubieszyn, Lubieszynek, Małe Liniewo, Mestwinowo, Milonki, Orle, Płachty, Równe, Rymanowiec, Sobącz, Stary Wiec, Stefanowo et Wysin.
La gmina borde les gminy de Kościerzyna, Nowa Karczma, Skarszewy et Stara Kiszewa.

## Jumelage
- Ebsdorfergrund (Allemagne) depuis 1998[2]